# Província de Shiribeshi
Shiribeshi (後志国, Shiribeshi no kuni) foi uma breve província do Japão em Hokkaidō. Corresponde à atual subprefeitura de Shiribeshi menos o Distrito de Abuta mais a parte norte da subprefeitura de Hiyama.

## História
- 15 de agosto de 1869: Shiribeshi estabelecida com 17 distritos
- 1872: Censo aponta 19098 habitantes
- 1882: Províncias dissolvidas em Hokkaidō

## Distritos
- Kudō (久遠郡)
- Okushiri (奥尻郡)
- Futoru (太櫓郡) Dissolvido em 1º de abril de 1955 quando a vila de Futoru Village fundiu-se com a vila de Tōsetana do distrito de Setana para formar a cidade de Kitahiyama
- Setana (瀬棚郡)
- Shimamaki (島牧郡)
- Suttsu (寿都郡)
- Utasutsu (歌棄郡) Dissolvido em 15 de janeiro de 1955 quando a vila de Utasutsu foi incorporada à cidade de Suttsu, do distrito de Suttsu, e a vila de Neppu foi unida à vila de Kuromatsunai do distrito de  Suttsu e parte da vila de Tarukishi para formar a vila de Sanwa (atualmente a cidade de Kuromatsunai)
- Isoya (磯屋郡, antigamente 磯谷郡)
- Iwanai (岩内郡)
- Furuu (古宇郡)
- Shakotan (積丹郡)
- Bikuni (美国郡) Dissolvido em 30 de setembro de 1956 quando a cidade de Bikuni foi incorporada à cidade de Shakotan, distrito de Shakotan.
- Furubira (古平郡)
- Yoichi (余市郡)
- Oshoro (忍路郡) Dissolvido em 1º de abril de 1958 quando a vila de Shioya foi incorporada à cidade de Otaru
- Takashima (高島郡) Dissolvido em 1º de setembro de 1940 quando a cidade de Takashima foi incorporada a Otaru
- Otaru (小樽郡) Dissolvido em 1º de abril de 1940 quando a vila de Asato foi incorporada a Otaru